# Pierre Gamarra
Pierre Gamarra (10. července 1919, Toulouse – 20. května 2009, Argenteuil) byl francouzský prozaik, básník, dramatik, novinář a kritik.

## Život
Druhá světová válka přerušila Gamarrova studia zeměpisu a španělštiny, a tak v letech 1938–1940 pracoval jako učitel. Během německé okupace se v Toulouse účastnil protiněmeckého odboje spojeného se psaním a distribucí ilegálních tiskovin. To ho přivedlo k povolání novináře a později spisovatele.
Publikovat začal od 40. let 20. století, od roku 1952 psal i díla pro děti a mládež. V 60. letech byl externím spolupracovníkem českého odborného časopisu Zlatý máj, věnovaného dětské literatuře. V letech 1974–1987 pracoval jako ředitel literární revue Europe. Byl předsedou francouzského Pen Clubu a čestným členem Akademie věd.
Jako spisovatel je Gamarra autorem realistických a sociálně angažovaných děl odehrávajících se v jeho rodném kraji, dále „lidových“ dobrodružných románů připomínajících Eugèna Suea a prozaických i básnických knih pro mládež.

## Dílo

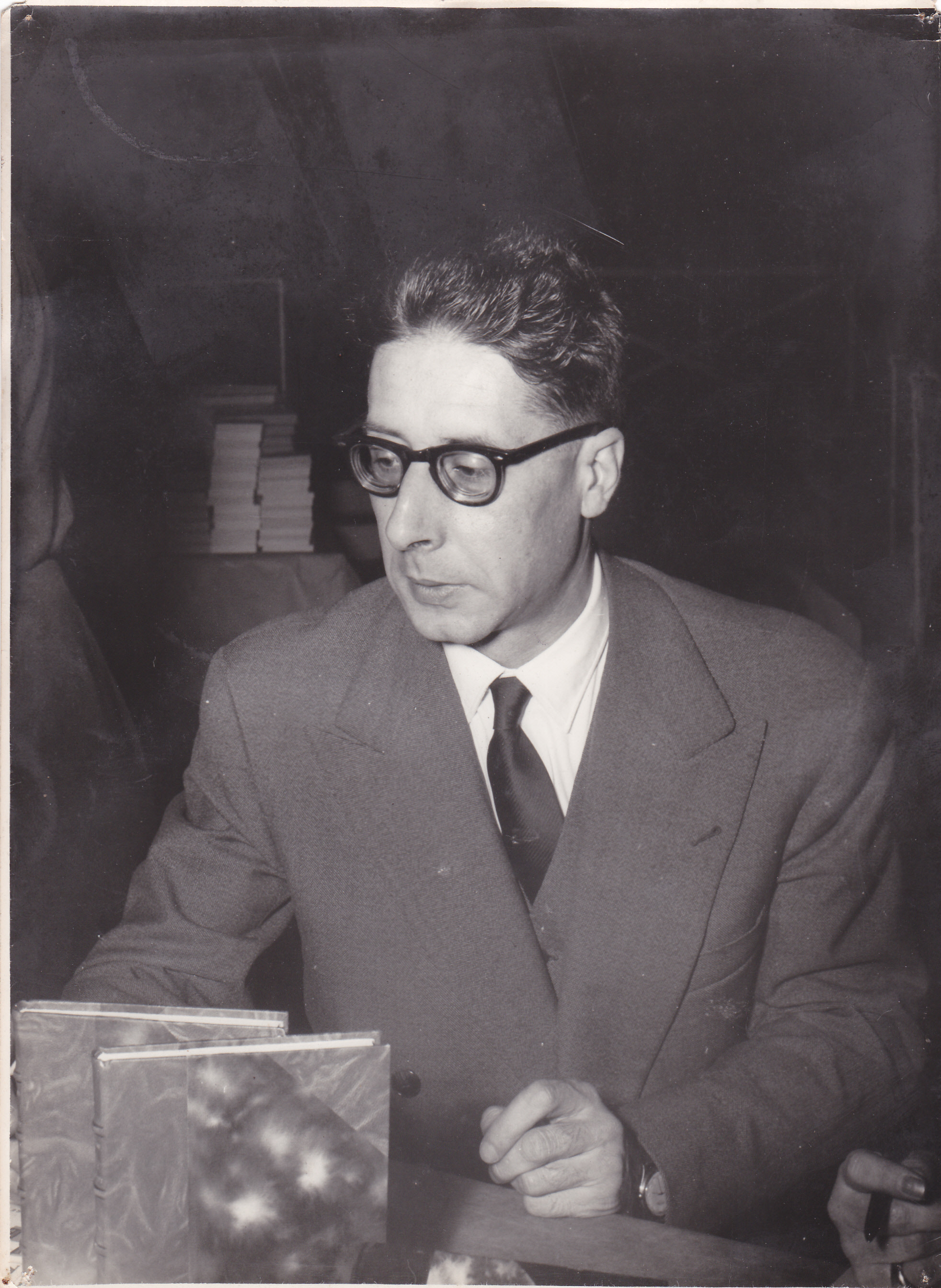
Pierre Gamarra v roce 1953.

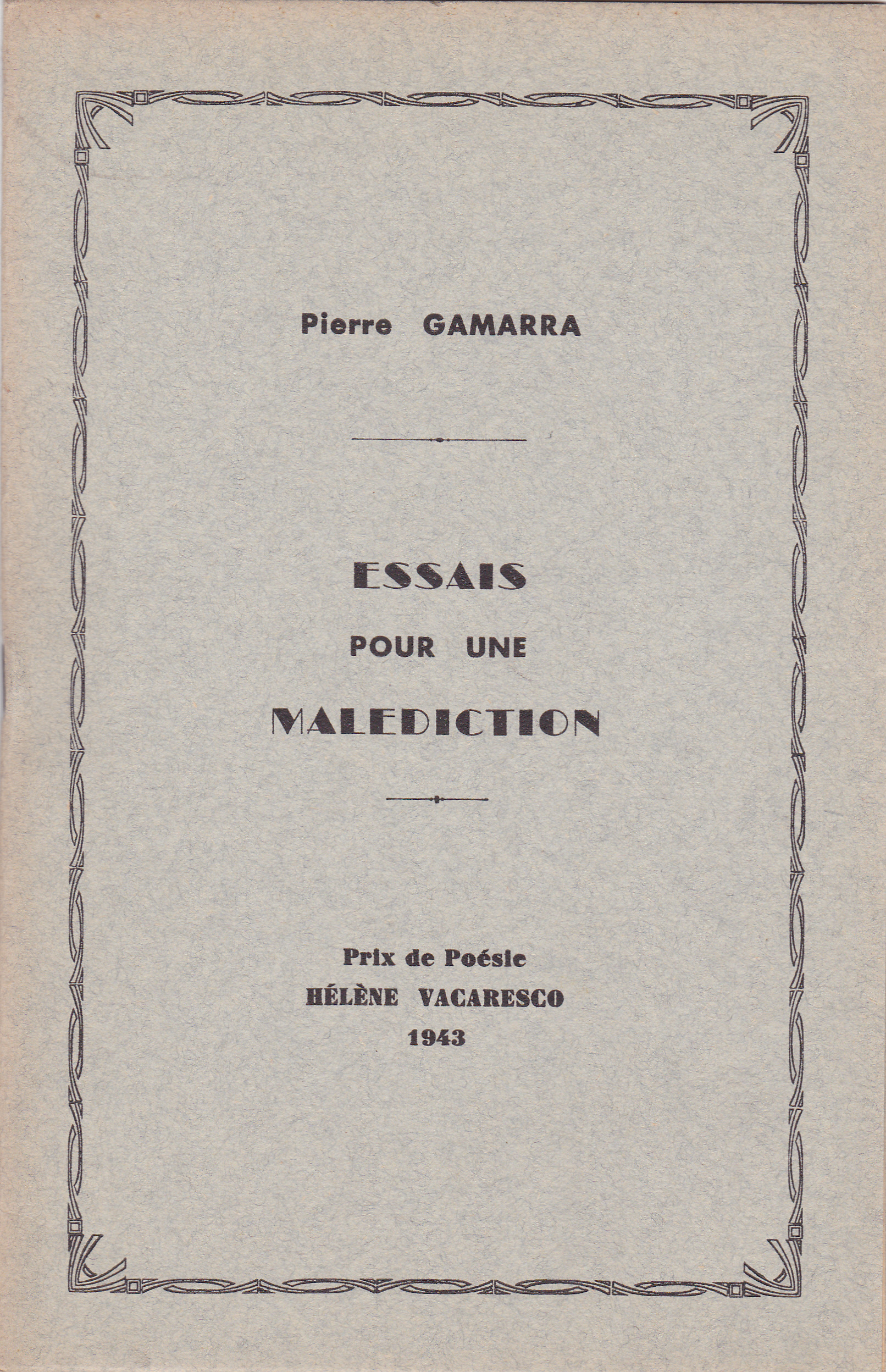
Obálka první Gamarrovy vydané knihy Náčrt kletby z roku 1943.

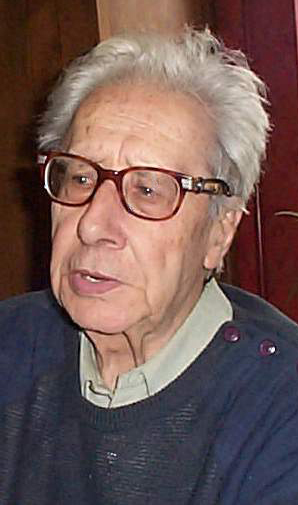
Pierre Gamarra v roce 2008.

- Essais pour une malédiction (1943, Náčrt kletby), básnická sbírka.
- La Maison de feu (1948, Ohnivý dům), román, za který obdržel v roce 1948 Prix international (mezinárodní cenu) Charlese Veillona.
- Les enfants du pain noir (1950, Děti černého chyba), sociální román.
- Chanson de la citadelle d'Arras (1951, Píseň Arraské pevnosti), básnická sbírka.
- Les Coqs de minuit (1950, Půlnoční kohouti), román.
- La Femme et le fleuve (1951, Žena a řeka), román.
- Les Lilas de Saint-Lazare (1951, Šeříky na Saint-Lazare), sociální román.
- Les Mots enchantés (1952, Kouzelná řeč), pohádka.
- Rosalie Brousse (1953, Rozalie Broussová), román se sociální tematikou.
- La Rose des Karpathes (1955, Karpathská růže), román pro mládež.
- La femme de Simon (1961, Simonova žena), román o odboji proti nacismu.
- Un chant d'amour (1959, Píseň lásky), básnická sbírka.
- L’Aventure du serpent à plumes (1961, Dobrodružství opeřeného hada), dobrodružný román pro mládež.
- Les Jardins d'Allah (1962, Alláhovy zahrady), psychologický román.
- Le capitaine Printemps (1963, Kapitán Jaro), román z prostředí odboje francouzských makistů proti německým okupantům.
- L'assassin a le Prix Goncourt (1963, Vrah dostal Goncourta), detektivní román z francouzského literárního prostředí.
- Le maître d'ecole (1965, Pan učitel), román o venkovském učiteli, ze kterého se stane bojovník proti nacismu. Děj knihy předchází román Simonova žena.
- Six colonnes à la une (1966, Šest sloupců na první straně), dobrodružný román pro mládež.
- Les Mystères de Toulouse (1967, Tajnosti toulouské), první část dobrodružné „lidové“ románové trilogie popisující boj za sociální spravedlnost od časů Napoleona až po pařížskou komunu.
- Le roi Mirliton (1967, Král Mirliton), pohádková komedie pro děti.
- L'Ḗnigme du Capitole (1968, Záhada Kapitolu), román pro mládež.
- Le Chat orange (1968, Tajemství oranžové kočky), pohádková detektivka pro děti, na které se podílelo deset spisovatelů, mezi nimi i český spisovatel Zdeněk Karel Slabý.[2]
- Billy the Kid (1969), westernová komedie pro děti.
- L’Or et le sang (1970, Zlato a krev), druhá část dobrodružné „lidové“ románové trilogie.
- Des mots pour les animaux (1974, Slova pro zvířátka), sbírka básní pro děti..
- Les 72 Soleils (1975, 72 slunečných dnů), třetí závěrečná část dobrodružné „lidové“ románové trilogie.
- Des mots pour une maman (1975, Slova pro maminku), sbírka básní pro děti.
- Douze tonnes de diamant (1978, Dvanáct tun diamantu), dětská detektivka, která nás zavádí do nakladatelství dobrodružné literatury a na pozadí zobrazení nakladatelské práce líčí přepadení podniku bandity, ukradení rukopisu o levné výrobě diamantů a stíhání pachatelů.
- Le Fleuve palimpseste (1984, Řeka palimpsest), román, za který obdržel roku 1985 Velkou cenu Société des gens de lettres.
- Les Nuits de la Bastille (1988, Noci v Bastile), román.
- Le chat Moustache et ses amis de toutes les couleurs (2005, Kocour Fous a jeho přátelé všech barev), uměleckonaučná próza na téma multikulturalismu.
- La Vie fabuleuse de Cristóbal Colón (1992, Úžasný život Krištofa Kolumba), životopisný román o slavném mořeplavci Kryštofovi Kolumbovi.
- Vasco Núñez de Balboa, découvreur de l’opeán du sud (1994, Vasco Núñez de Balboa, objevitel jižního oceánu), životopisný román o španělském conquistadorovi Vascovi Núñezovi de Balboa.
- L'Ami Victor Hugo (2001, Přítel Victor Hugo), biografie.
- Notre amie George Sand (2004, Naše přítelkyně George Sandová), biografie.
- Notre ami Jules Verne (2005, Nás přítel Jules Verne), biografie.
- Liberté, Egalité, Laïcité! (2005, Svoboda, rovnost, bezkonfesijnost!), memoáry.

## Filmové adaptace
- Les Coqs de minuit (1973, Půlnoční kohouti), francouzský třídílný televizní film, režie Edouard Logereau.

## Česká vydání
- Šeříky na Saint-Lazare, Mír, Praha 1952, přeložila Ludmila Prousková.
- Vrah dostal Goncourta, Naše vojsko, Praha 1964, přeložila František Zvěřina, znovu 1966 a Svoboda, Praha 1993,
- Dobrodružství opeřeného hada, SNDK, Praha 1964, přeložil Josef Pospíšil.
- Kapitán Jaro SNDK, Praha 1968, přeložil Jiří Václav Svoboda.
- Tajemství oranžové kočky, Lidové nakladatelství, Praha 1968, přeložil kolektiv překladatelů.
- Dvanáct tun diamantu Albatros, Praha 1982, přeložil Martin Drábek.